# Force vive (physique)
La force vive (ou les forces vives ou vis viva en latin) est une notion de physique qui, en histoire des sciences, fut au centre de la première théorie de l'énergie conçue comme force en action au sein des corps. Elle est quantitativement égale à m·v2 (masse du corps multipliée par le carré de sa vitesse), de même que l'énergie. Du XVIIe au XIXe siècle, cette grandeur a d'abord désigné l'énergie liée au mouvement, particulièrement l'énergie cinétique (quantitativement au facteur 1/2 près), puis elle s'est avérée être la quantité qui reste invariante dans les transformations de la matière.
Cette théorie de la force en action dans la matière est développée par Leibniz à partir de 1686. Il parlait de « Force absolue », c'est-à-dire intrinsèque au corps, qu'il divisait en « force vive » (énergie cinétique) et « force morte » (énergie potentielle). À quoi il ajoutait l'Action physique, qu'il définissait comme étant la Force ou énergie multipliée par la durée.
Leibniz regroupait ces concepts dans une science nouvelle qu'il a nommé la « Dynamique », qui révisaient l'étude par Descartes du mouvement et de sa conservation. Cette conception initiale de la Dynamique a ensuite été développées par Jean Bernoulli et son fils Daniel. Mais comme la théorie leibnizienne rejetait le principe cartésien de réduction des corps à leur étendue, elle s'est heurtée à une opposition des cartésiens, puis des adeptes de la mécanique ne considérant que les effets, générant la célèbre Querelle des forces vives. 
Au XVIIIe siècle, ces théories ont repris de la vigueur avec le développement du principe de moindre Action, puis se sont imposées lorsqu'il s'est avéré au XIXe siècle que cette même quantité m·v2 se conserve également dans les transformations de la matière (par exemple lors de la conversion d'un mouvement mécanique en chaleur), et encore au XXe siècle par la découverte du quantum élémentaire d'Action.
Quoique encore utilisée par Poincaré et par Max Planck au début du XXe siècle, l'expression force vive a été supplantée par celles d'énergie et de travail mécanique. En outre, comme théorie de la force au sein de la matière, elle se présente comme une étude des causes fondamentales des phénomènes physiques, considérations causales réputées par beaucoup de physiciens comme étant philosophiques, voire métaphysiques ou inutiles. On observe cependant en biologie un renouveau d'intérêt pour ce point de vue au XXIe siècle.

## Origine
L'étude du mouvement avait été au centre des travaux d'Aristote comme de la scholastique. Descartes la renouvela profondément en cherchant à le quantifier. Reprenant l'idée que quelque chose se conserve dans les chocs, il l'identifiait à une grandeur mesurable, la « quantité de mouvement », soit la masse multipliée par sa vitesse : m·v. 
Mais Huygens (dès 1652 quoique publié en 1669) puis Wallis et Wren remarquèrent que cette « quantité de mouvement » est une grandeur non-directionnelle, qui ne se conserve que si l'on abstrait les mouvements relatifs, et que pour obtenir la quantité qui se conserve dans tous les cas, il faut faire intervenir la vitesse à la puissance deux, soit m·v2.
Telle qu'énoncée par Huygens, cette conservation de m·v2 n'était regardée que comme un simple théorème de mécanique. Huygens n'y voyait rien, et se refusait à y voir rien de substantiel,. Leibniz au contraire utilise cette quantité pour étayer ses conceptions. Rejetant l'idée que les corps sont inertes, il les supposait animés par des mouvements et forces internes. Cela paraissait manifeste dans l'expérience du pendule de Galilée dont le poids, par la vitesse acquise, peut remonter à la hauteur d’où il tombe. Il eut l'audace de voir dans cette quantité m·v2 ce qu'Aristote cherchait sous le nom d’energeia et les scolastiques sous les divers noms de leurs forces : Vis, Virtus, Impetus. Cependant il leur substituait un objet physique quantifiable, dont on peut observer et mesurer les effets.
Avec m·v2 au lieu de m·v, Leibniz validait au fond la recherche de Descartes, qui était d'identifier la quantité qui doit rester constante dans l'univers. Poincaré dit que « quoique faux, le principe de Descartes a une grande importance historique ; il a préparé et conduit Leibnitz à la considération de la force vive ».

## Terminologie
Leibniz utilisait différentes expressions, selon l'évolution de sa pensée et selon ses correspondants. Ces expressions sont interprétées parfois différemment par les auteurs, ou remplacées par d'autres qui ont le même sens. Le point essentiel demeure que, dans les dernières années du XVIIe siècle, sont alors définis et distingués ce qui est aujourd'hui nommé énergie – énergie cinétique – énergie potentielle – et Action au sens physique.
Globalement on peut retenir que le mot « force » est identifié par Leibniz à la quantité m·v2, c'est-à-dire à l'énergie, et que cette conception leibnizienne de la « force » restera employé au long du XIXe siècle par beaucoup d'auteurs. Leibniz parle de « force absolue », « force motrice » ou « puissance motrice » en des sens à peu près synonymes. Par contre, « Force vive » et « Force morte » ont un sens plus précis, désignant en mécanique ce que nous appelons énergie cinétique et énergie potentielle. Enfin « Action » désigne chez lui la même chose qu'aujourd'hui, une énergie multipliée par une durée ; Leibniz l'appelle aussi « action motrice » et dit qu'elle n'est « rien d'autre que l'exercice de la force », « la nature abstraite de la force ne consistant qu’en cela ».

L'expression « force vive » (qui semble n'avoir été introduite qu'en 1695 et en latin : « vis viva ») eut un vif succès et est souvent employée au sens large, au sens d'énergie. Thomas Young le dit explicitement lorsqu'il introduit le mot energy en 1807 : 

« Le terme energy peut être appliqué au produit de la masse d'un corps par le carré de sa vélocité… Ce produit a été appelé la force vive… Leibniz, Smeaton et beaucoup d'autres estimaient la force d'un corps en mouvement par le produit de sa masse par le carré de sa vitesse. »

Le mot « énergie » apparaît aussi chez Leibniz, dans le même sens mais en grec : « ἐνέργεια », energeia, qui depuis Aristote signifie « force en action ». Le mot énergie apparaît en français en 1717, dans une lettre de Jean Bernoulli, au sens de travail mécanique, selon Varignon. Mais son emploi ne se généralise qu'à partir de 1850 et, en France, il ne devient fréquent dans la littérature scientifique qu'après 1875,, les auteurs continuant à employer l'expression force vive. — Quelle que soit les mots employés, énergie et force leibnizienne (force vive + force morte) sont des concepts identiques. Sauf qu'avant l'apparition de la thermodynamique, cette notion n'était applicable qu'à la mécanique.
Pour clarifier l'expression « force absolue », René Dugas dit qu'il « faut se garder de confondre l'absolu au sens de Leibniz qui, dans sa pensée, se réfère à ce qu'il doit y avoir d'intrinsèque dans les corps, avec les absolus newtoniens, temps et espace ».
Le mot « Dynamique », forgé en 1690, désigne initialement la science du mouvement telle que la conçoit Leibniz, basée sur ses concepts « de la puissance et de l'Action » ; ce qui est différent du sens actuel en physique (voir ci-dessous).
La notion de « travail mécanique » ou en anglais « mechanical work (en) » est introduite par Coriolis en 1826, dans l'étude du fonctionnement des machines : c'est l'effet mécanique de l'énergie consommée par une machine pour exécuter un travail utile. Définie comme l'intégrale de la force-newtonienne sur la distance, elle a permis, longtemps après la mort de Newton, l'introduction et la généralisation de l'utilisation de la quantité  m·v2 dans la mécanique rationnelle anglaise.

## De la force vive à l'énergie

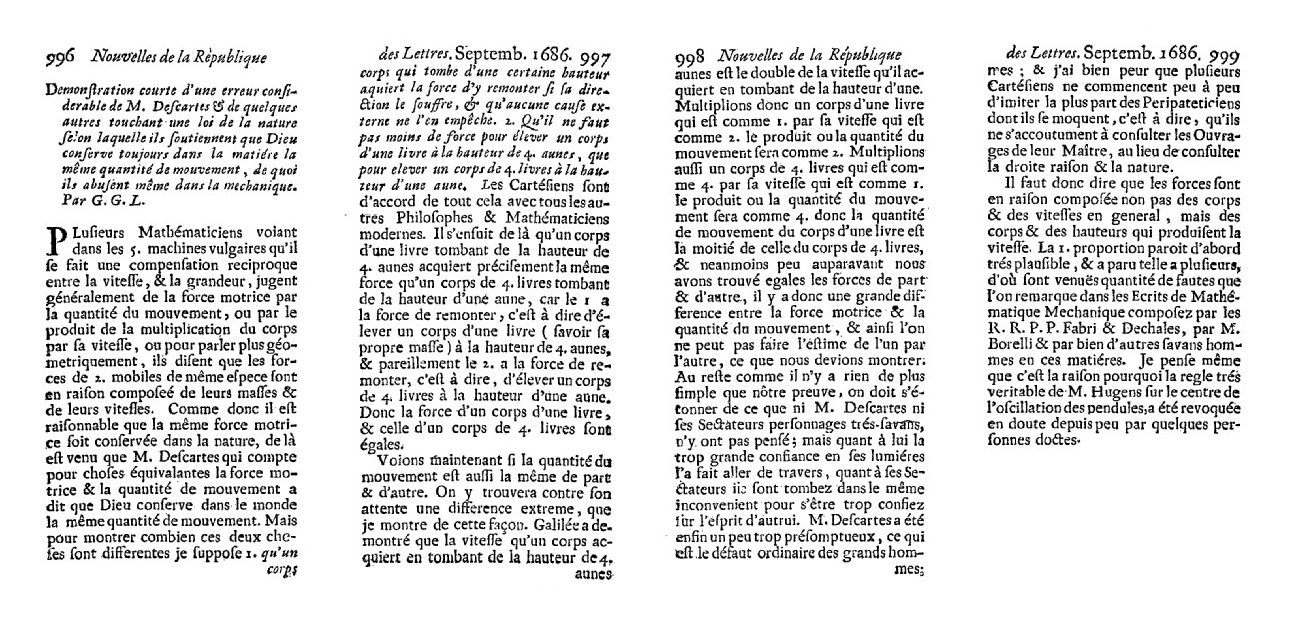
Leibniz, Démonstration courte d'une erreur considérable de M. Descartes, Nouvelles de la république des lettres, 1686.

La notion de force leibnizienne est au fond et quantitativement identique à ce qu'on appelle énergie en physique actuelle. Cependant un long chemin mène des raisonnements spéculatifs et premiers travaux mathématiques de la fin du XVIIe siècle, aux généralisations établies par la théorie, par l'expérience et par l'industrie contemporaines. Au début les considérations spéculatives prennent une grande place, elles sont par la suite comme oubliées au profit des règles mathématiques qui demeurent.
Antérieurement, Leibniz adhérait aux idées atomistes proches de celles de Sennert ou Gassendi. Mais il trouvait qu'il y manque quelque chose pour assurer l'unité et l'individualité des corps, parce « qu’il est impossible de trouver les principes d’une véritable unité dans la matière seule, ou dans ce qui n’est que passif » ; de même pour la conservation et la résistance. Ce quelque chose qui assure la cohésion des éléments, il lui donne d'abord le nom des anciens Grecs : forme substantielle, puis il le conçoit comme force active, et l'identifie à la quantité m·v2 dès 1678.
En 1686 (année où est publié l'exposé de sa théorie de l'intégration) Leibniz le rend public dans un article provocateur pour les académiciens de Paris, qui attaquait le principe de conservation de la quantité de mouvement de Descartes, et donc les bases de sa physique. Il procédait à partir du fait admis, y compris par Descartes, qu'il faut la même force pour élever un corps d'un kg à la hauteur de quatre mètres qu'un corps de quatre kg à la hauteur d'un mètre, et donc que s'« il est bien raisonnable que la même force se conserve toujours dans l’univers », la vitesse doit intervenir au carré dans l'estimation de cette « force motrice », qui donc est différente de la quantité de mouvement. Tel fut le début de l'exposé de ce qui deviendra la théorie physique de l'activité de la matière — et le début de la Querelle des forces vives.
Leibniz développe ensuite ses idées dans plusieurs textes et de nombreuses lettres. Dans l'une, adressée à Arnauld, il distingue dès 1686 les forces mortes (« lorsque deux corps sont comme en balance, car alors les premiers efforts que l’un fait sur l’autre sont toujours morts ») de la force absolue (celle « des corps qui ont quelque impétuosité »),. Et il se sert déjà de l'argument de l'impossibilité du mouvement perpétuel.
L'histoire des sciences date de 1689-1690 la phase suivante, la création d'une science nouvelle qu'il appelle la « Dynamique » qui développe ses idées. Sa dynamique se présente comme un complément de la mécanique, distincte de la statique et basée sur des principes nouveaux plus généraux. L'introduction d'une nouvelle quantité qui se conserve, l'Action, en est la caractéristique. Cette nouvelle quantité, m·v2·t, appréhende la force avec sa durée, car la durée est nécessaire à la production d'un effet. Ce qui lui permet de définir une nouvelle conservation, la « conservation de l'action motrice », qui est le plus essentiel des principes leibniziens de conservation. Car elle dépasse par sa généralité les conservations antérieures, dont la conservation de la force motrice ou vive, qui elle-même dépassait la relativité vectorielle de la conservation de la “quantité de progrès” sous-tendant les lois du choc établies en 1669 par Huygens, Wallis et Wren.
Cette notion d'Action prendra une importante exceptionnelle avec le développement du principe de moindre Action et, plus tard, la découverte du quantum élémentaire d'Action.
En 1695 vient la démonstration de la relation entre force vive et force morte ou statique, que Dugas dit être le grand titre de gloire de Leibniz en dynamique (voir ci-dessous).
Mais Leibniz a d'autres obligations
et le mauvais accueil fait à sa théorie de la force l'a « dégoûté » 
d'en donner la seconde partie qui devait développer le concept d'Action.
S'il a la satisfaction de voir Malebranche réviser complètement en 1698 ses lois du mouvement selon ses vues, Leibniz se tourne vers des travaux plus spéculatifs qui aboutiront à la Monadologie. Mais la relève est assurée par ses correspondants : les Bernoulli, qui les premiers développent son algorithme différentio-intégral en l'appliquant à des problèmes physiques ; Varignon, proche de Malebranche ; Gravesande, qui expérimente et confirme m·v2 ; Christian Wolff, qui fait connaître la théorie de l'Action et influencera durablement l'Allemagne.

### XVIII et XIXesiècles
Au milieu du XVIIIe siècle le développement mathématique de ces théories physiques prend un essor décisif avec l'établissement du principe de moindre Action par deux élèves de Jean Bernoulli : Maupertuis 
et Euler. Euler en donne l'exposé mathématique. Surtout, il comprend qu'il s'agit d'un principe extrémal (ainsi que Leibniz l'avait annoncé à Varignon) et inaugure l'approche par variations — approche ensuite finalisée 
par Lagrange, qui la dégage de toute considération métaphysique ; 
par Lazare Carnot, qui traite du choc des corps durs avec changements brusques ; et
par Poisson, qui revient à l'optique ; 
enfin par Hamilton, qui lui donne sa forme actuelle.
Avec ce principe, la quantité d'Action qui était pour Leibniz ce en quoi consiste « la nature abstraite de la force ou energeia » s'avère l'une des plus importantes de la physique. La moindre Action est non seulement un moyen d’investigation fécond, mais aussi le « seul principe fondamental qui ait résisté à toutes les révolutions de la physique : valable dans la science newtonienne, il l’est encore dans la théorie relativiste et quantique ».
L'autre développement important concerne le principe de conservation. 
À Jean Bernoulli revient de lui avoir donné le nom de « principe de la conservation des forces vives » et d'en avoir montré l'utilité pour résoudre des problèmes difficiles, notamment par son principe des puissances virtuelles et le problème inverse des forces centrales. 
De son côté, Varignon développe d'autres formulations mathématiques, dont il discute avec Leibniz dans une savoureuse correspondance en français qui révèle les combats au sein de l'Académie de Paris. 
Puis Daniel Bernoulli applique les forces vives aux mouvements des fluides dans des vases, ainsi qu'aux mouvements des corps célestes, jusqu'à le généraliser à la plupart des mouvements des corps,
et même ébaucher la théorie cinétique de l’élasticité des gaz. Sa spécificité était d'introduire dans ses équations la force accélératrice et la distance des corps entre eux, retrouvant ainsi les formulations newtoniennes, ce que poursuit Lagrange dans sa Mécanique analytique de 1788. Enfin Coriolis jette un pont entre la mécanique rationnelle des mathématiciens et la mécanique pratique des ingénieurs en introduisant le coefficient 1/2 dans l’expression de la force vive, ;
s'il introduit l'expression « travail mécanique » en 1826, il utilise encore l'expression force vive, et non énergie cinétique, en 1844 dans son Traité de la mécanique des corps solides.
Le principe de conservation de m·v2 était jusque-là limité à la mécanique. La mise en évidence entre 1842 et 1849 par Mayer 
et Joule 
de l'équivalence entre travail mécanique et chaleur montre qu'il s'applique à plusieurs formes de la matière et qu'il sert de règle pour la quantification de ses transformations. Mayer établit ainsi que la chute d’un poids d'une hauteur de 369 m environ correspond la quantité de chaleur nécessaire pour élever de 0° à 1° la température d’un même poids d'eau. L'extraordinaire extension acquise alors par la loi de conservation explique qu'elle soit parfois attribuée à Mayer.
En fait la naissance de la thermodynamique consacre le principe de conservation : il devient son premier principe. Nommée « thermodynamic » par Thomson Lord Kelvin en 1849, cette science affermit le concept de force interne de la matière, car elle est « la science qui regarde et explique tous les phénomènes de la nature sous le dôme de l'énergie et de ses transformations ». — Thomson, le grand savant anglais, parle généralement d'énergie et à l'occasion de force vive ; Helmholtz, le grand savant allemand, continue à parler de force vive (« lebendige Kraft »), mais tous deux parachèvent le développement des conceptions introduites par Leibniz en 1686.

## Particularités

### Formulations mathématiques
Comme Descartes, Leibniz admet que quelque chose doit rester invariable dans l'univers. Mais, remarquant que le carré de la vitesse d'un point est la somme des carrés des composantes de direction arbitraire, Leibniz en conclut que dans un système où les vitesses ont des directions quelconques, c'est la somme {\displaystyle \sum m_{i}}·{\displaystyle v_{i}^{2}} qu'il faut considérer, la Force vive, et non la somme {\displaystyle \sum m_{i}}·{\displaystyle v_{i}} qui est la Quantité de mouvement de Descartes.
Cette quantité a été introduite en mécanique anglaise après 1826 sous le nom de Work (travail mécanique), en multipliant la force accélératrice de Newton {\displaystyle F} par la longueur {\displaystyle s} parcourue dans la direction de la force, ce qui aboutit au même mathématiquement :
{\displaystyle W=F}·{\displaystyle s} 
ou {\displaystyle {\frac {1}{2}}mv^{2}=\int {\overrightarrow {F}}.{\overrightarrow {ds}}}.

### Conception de la matière
La conception leibnizienne de la matière et de son organisation interne est à l'origine de la notion de force vive. Cette conception (peut-être inspirée par Glisson 
et des platoniciens de Cambridge, ainsi que par le système de Malpighi), Jean Bernoulli la résume lorsqu'il décrit la matière comme étant fluide, formée de particules indépendantes qui « ont pu s'amasser en de petites molécules élémentaires » dont sont formés les corps, qu'ils soient liquides, ou mous, ou plus ou moins durs, selon « les différentes figures et les divers mouvements de ces molécules élémentaires ». « La matière étant actuellement sous-divisée sans fin », tout corps est conçu comme fait d'éléments, qui sont eux-mêmes faits d'éléments plus petits, chacun étant une “machine” par rapport à ses éléments plus petits, et au fond n'y a que « principe d'action ».
Cette représentation de l'organisation de la matière (semblable à celle décrite par François Jacob en biologie) permettait à Leibniz de résoudre le problème qui était au centre de sa réflexion depuis sa thèse universitaire sur le principe d'individuation (1663)  : ce qui fait l'unité d'un être ou d'un organisme, 
son principe d'individuation : qu'est-ce qui fait qu'un tout est un et davantage qu'une collection, davantage que la somme de ses parties, irréductible au simple mécanisme de l'horloge d'un horloger ?
Pour cela il rejetait l'idée que les corps sont inertes. Il postulait qu'ils sont animés par une ou des forces internes – ce qui paraissait déjà manifeste dans l'expérience du pendule de Galilée dont le poids, par la vitesse acquise, peut remonter à la hauteur d’où il tombe – il comprenait que « l’être est un pour autant qu’il est également actif ».

### Algorithme différentio-intégral et force vive
Le premier texte de Leibniz concernant la force m·v2 date de 1686 et c'est l'année de la publication de sa théorie de l'intégration 
qui complétait son article sur les différentielles paru deux ans plus tôt. Cette concomitance n'est guère un hasard, car son « algorithme » différentio-intégral épouse sa conception de la matière. Jean Bernoulli dit que sa théorie de la force interne « ne peut manquer d'être considéré comme de la plus haute vérité par tous ceux qui ont appris, de part notre géométrie intérieure nouvelle, à comprendre comment un quantum quelconque naît de la composition d'une infinité de différentielles, et toute différentielle d'une infinité d'autres, et à leur tour chacune de celles-ci d'autres encore à l'infini ». De l'analyse infinitésimale, Carnot dit qu'« en décomposant, pour ainsi dire, les corps jusques dans leurs éléments, elle semble en avoir indiqué la structure intérieure et l'organisation ».
Il semble que Leibniz ait repensé les lois du mouvement dans l'esprit de son nouveau calcul, en reprenant cette idée de Galilée, que le repos peut être considéré comme une « rapidité infiniment petite ou une lenteur infinie ». Car il montre que la force vive est comme une intégration de forces mortes : « La force vive... naissant par le résultat d'une infinité de degrés de forces mortes, est à leur égard comme la superficie est à la ligne ». Ainsi « la loi de la statique s'applique aux différentielles, celle de la dynamique aux intégrales ».
Ce que René Dugas commente ainsi : 
« Cette loi des forces vives, véritable pont jeté entre l'énergie cinétique d'une masse en mouvement et la force statique qui lui est appliquée, que nous écrivons aujourd'hui : {\displaystyle {\frac {1}{2}}mv^{2}=\int {\overrightarrow {F}}.{\overrightarrow {ds}}} , constitue le grand titre de gloire de Leibniz en dynamique ».

### Espace et temps
La conception de l'espace a été un moyen de promotion de la théorie des forces vives, par l'opposition marquée de Leibniz à celle de Descartes, qui affirmait que l'essence des corps consiste en la spatialisation. Ce que Leibniz récusait, car l'espace et ses propriétés géométriques n'ont rien pour assurer l'individualité, pas plus que les “atomes” (« petits corps d’une dureté insurmontable ») ne peuvent à eux seuls expliquer l'unité de l'ensemble. L'opposition de Leibniz à cette conception de Descartes fut frontale, un moyen de promotion de ses propres thèses sur la force, mais aussi une cause des réticences d'une partie de l'Académie de Paris, très cartésienne même après le revirement de Malebranche en 1698.
Leibniz récusait aussi les notions d'Espace et de Temps absolus introduites par Newton : « l'espace réel absolu, idole de quelques Anglais modernes ».
Pour lui, espace et temps ne sont que des abstractions utiles, qui servent à positionner les objets entre eux, ou à ordonner les événements dans leur suite, l'un par rapport à l'autre. Ils sont « relatifs » : « j'ai marqué plus d'une fois que je tenais l'espace pour quelque chose de purement relatif, comme le temps ; pour un ordre de coexistences comme le temps est un ordre de successions ».

### Mouvement perpétuel
Une des raisons données par Leibniz pour justifier la substitution des Forces vives à la Quantité de mouvement, est que cette dernière implique le mouvement perpétuel, lequel était exclu depuis Stevin et Galilée :

« L'impossibilité du mouvement perpétuel devient dans la suite, pour Leibniz, un argument favori dans sa lutte avec les Cartésiens. Il est l'axiome fondamental sur lequel se fonde la seconde démonstration de la conservation de la force vive, dans la Dynamica de potentia. »

Helmholtz fait de même : sa démonstration mathématique de la conservation de la force vive découle de l'impossibilité du mouvement perpétuel, laquelle lui avait déjà fait rejeter la notion de force vitale de Stahl. Poincaré le confirme aussi, disant que pour les phénomènes réversibles, l'impossibilité du mouvement perpétuel entraîne la conservation de l'énergie.

### Force vive et énergie cinétique

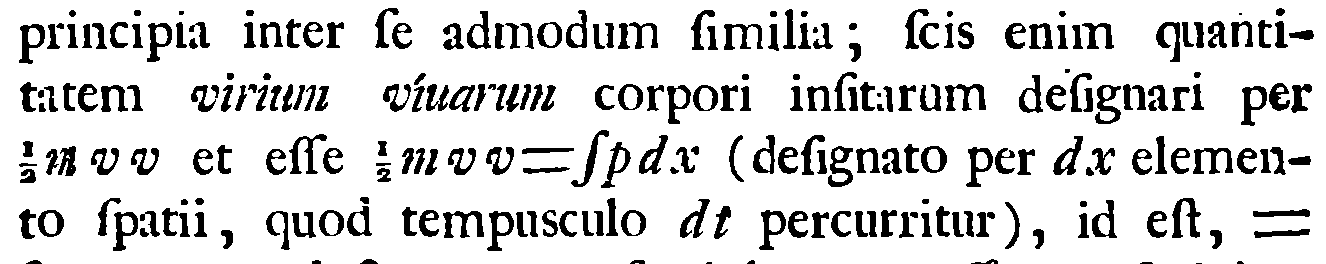
Le coefficient 1/2 chez Daniel Bernoulli (1736).

Force vive et énergie cinétique sont deux expressions synonymes, sauf que l'énergie cinétique vaut la moitié : ½·m·v2. Cette division par deux n'est, selon Coriolis, qu'une « légère modification de l'usage ancien » pour introduire plus de simplicité dans les énoncés.
Clausius 
et Mach
emploient aussi l'expression « force vive (lebendige Kraft) » pour la demie quantité.
Au XIXe siècle les ingénieurs font généralement de même parce qu'ils raisonnent en termes de travail mécanique, à la différence des théoriciens.
Mais le coefficient 1/2 apparaît dès 1736 dans une étude de Daniel Bernoulli et on remarque que Poincaré emploie encore l'expression « force vive » au sens d'énergie cinétique.
Au début du XXIe siècle l'expression force vive demeure en mécanique générale dans le théorème des forces vives (« la variation de la demi-force vive d'un système est égale à la somme des travaux accomplis par toutes les forces du système pendant le déplacement considéré ») mais il tend à être rebaptisé théorème de l'énergie cinétique. Elle demeure aussi en mécanique spatiale avec l'équation de la force vive.

### Force morte ou énergie potentielle
Force morte et énergie potentielle (expression introduite en 1853 par Rankine) sont synonymes. C'est, selon d'Alembert, « la force d'un corps qui n'a que la tendance au mouvement, sans se mouvoir en effet ». Ainsi l'assiette qui, posée sur la table, est empêchée par elle de tomber. Ou la force centrifuge, la gravité ou force centripète, et la force avec laquelle un ressort commence à se débander.
Il s'agit de forces à l'équilibre, qui relèvent de la statique. Elles ne sont pas identifiées à des forces vives de vitesse nulle, mais de vitesse infiniment petite, ou « degré de vitesse infiniment petit », ou « degré de vitesse », ou « vitesse virtuelle ». Ce qui permet de représenter mathématiquement forces mortes et force vive en termes de différentielles et d'intégrale, la seconde comme intégration des premières : « la loi de la statique s'applique aux différentielles, celle de la dynamique aux intégrales,.
On remarque que cette règle implique que les forces mortes ont même dimension que la quantité de mouvement m·v (car ∫v.dv donne v2).
Dans leur étude des forces mortes, Leibniz et ses successeurs les appellent souvent en latin « conatus » ou « nisus », au sens d'effort ou disposition, tendance au mouvement.

### Conservation de la Quantité de mouvement
Le fait que les forces statiques ou mortes ont même dimension que la quantité de mouvement m·v a contribué à la querelle entre leibniziens d'une part, et d'autre part partisans de Descartes ou du momentum (en) de Newton, quant à l'estimation de la quantité qui se conserve. Leibniz disait que « ce qui a contribué le plus à confondre la force vive avec la quantité de mouvement, est l'abus de la doctrine de la Statique ». D'Alembert répondit par son principe qui « réduit toutes les lois du mouvement des corps à celles de leur équilibre, et ramène ainsi la Dynamique à la Statique » : en réduisant les mouvements à leurs éléments différentiels, il mettait tout le monde d'accord.
La quantité de mouvement se conserve dans les cas suivants : quand on fait abstraction de la direction du mouvement ; en statique ou à l'équilibre ; et donc quand on réduit le mouvement à ses éléments, par ses différentielles ou vitesses virtuelles : c'est ce principe que la mécanique analytique de Lagrange systématise.
Reste cette subtilité. Soit deux masses, l'une de 2 kg et de vitesse 3, l'autre de 3 kg et de vitesse 2. Leurs quantités de mouvement sont égales, leurs forces vives sont comme 18 et 12. Or quand ils se choquent, ils s'arrêtent l'un l'autre, quoique la force ou énergie du premier soit nettement plus grande. Leibniz l'explique par sa conviction que les corps sont, à l'intérieur, élastiques. Ce qui fait que dans le choc « ils n'agissent entre eux dans le concours (choc) qu'en forces mortes ou selon l’équilibre, c’est-à-dire par des changements inassignables, parce qu’en se pressant, se résistant et s'affaiblissant continuellement de plus en plus jusqu'au repos, ils ne s’entre-détruisent l’un l’autre à chaque moment que du mouvement infiniment petit, ou de la force morte, égale de part et d’autre ».

### Élasticité
La théorie des forces vives est sous-tendue par un postulat d’universelle élasticité des corps,. Leibniz l'introduit dès 1676 : « Pour ma part je n’admets ni les atomes de Gassendi ou corps parfaitement solide, ni la matière subtile de Descartes ou corps parfaitement fluide, je nie cependant d’autant moins un corps complètement flexible que je pense que tout corps est tel ». Sa conception de la matière le justifie : un corps étant constitué de molécules elles-mêmes subdivisées, il « encaisse la force du choc par élasticité, se comprime puis se détend, et se met ainsi en mouvement ». Comme quand deux ballons également gonflés et d'égale vitesse se rencontrent : « ils reviennent au repos en vertu du choc et reprennent ensuite le mouvement grâce à la force élastique qui est en eux ... et qui est issue d'un mouvement intérieur ».
Ce « grand principe du Ressort, qui est la cause véritable de tous les phénomènes du choc des corps », déjà Mariotte et Wallis l'approuvaient. Mais la théorie du contact élastique ne sera formalisée qu’en 1881 par Hertz.

### Dissipation de la force
Cependant le choc s'accompagne d’une perte de la force, 
« totalement comme lorsque deux morceaux de terre grasse ou d'argile se choquent, ou partiellement comme lorsque deux boules de bois se rencontrent ». Le principe de conservation s'en trouve remis en cause. Du moins en apparence, car la force qui paraît perdue est en fait absorbée par les « petites parties » qui sont agitées intérieurement :
« il est vray que les touts la perdent par rapport à leur mouvement total, mais les parties la reçoivent, étant agitées intérieurement par la force du concours ou du choc ».
C'était supposer, comme le dit Couturat, que « la force vive qui disparaît se retrouve sous forme de mouvements moléculaires, en quoi il anticipait la théorie mécanique de la chaleur ». Poincaré dit qu'il avait « l'intuition de nos idées actuelles ... On ne pouvait exprimer plus clairement l'hypothèse qui a été à l'origine de la Théorie mécanique de la chaleur ».
Antérieurement, John Locke avait des idées semblables pour la chaleur, qu'il estimait être « une très vive agitation des parties imperceptibles des corps ».
Huygens partageait aussi ces idées, y compris pour tenter d'expliquer pourquoi les gouttes sont rondes.

### Principes architectoniques
La théorie de la force interne aux corps est aussi née de la conviction de Leibniz, acquise à la fin des années 1670, qu'aux lois mécanistes il faut ajouter des règles générales d'ordre ou principes « architectoniques » ou postulats heuristiques. Initialement pensés comme guide pour comprendre la nature quand on ne connaît pas encore le détail de son fonctionnement,, ils deviennent des principes même du mécanisme nécessaires pour notamment dépasser les cas d'impossibilité.
Ainsi le principe de continuité selon lequel « tout changement doit arriver par des passages inassignables (infinitésimaux) et jamais par sauts ».
Ou le grand principe de l'équivalence « de la cause pleine et de l'effet entier » ; Leibniz en déduit beaucoup, notamment l’exclusion du mouvement perpétuel.
Ou encore le principe introduit par Fermat en optique, que « la nature agit toujours par les moyens les plus aisés... afin d'accourcir son travail et de venir plus tôt à bout de son opération », où se voit « la grande loi qui régit toutes les combinaisons de la matière, le principe de la plus petite dépense d'énergie pour la plus grande somme de travail mécanique », et qui n'est en fait qu'une tendance à l'économie au sens de parcimonie (comme dans l'industrie où la concurrence pousse à produire mieux avec moins de travail).
Ce dernier principe connaîtra un succès considérable au XVIIIe siècle avec Maupertuis et son principe de la moindre quantité d'Action (dont Leibniz avait aussi eu l'idée).
La nécessité de procédures architectoniques est particulièrement bien exposée dans l'Essai anagogique :

« Ce principe de la nature d’agir par les voies les plus déterminées que nous venons d’employer, n’est qu’architectonique en effet, cependant elle ne manque jamais de l’observer. Supposons le cas que la nature fut obligée généralement de construire un triangle, et que pour cet effet la seule périphérie ou somme des côtés fut donnée et rien de plus, elle construirait un triangle équilatéral ... Si la nature était brute, pour ainsi dire, c’est-à-dire purement matérielle ou géométrique, le cas susdit serait impossible, et à moins que d’avoir quelque chose de plus déterminant que la seule périphérie, elle ne produirait point de triangle ; mais puisqu'elle est gouvernée architectoniquement, des demi-déterminations géométriques lui suffisent pour achever son ouvrage, autrement elle aurait été arrêtée le plus souvent. »

« C'est pour cela que j'ai coutume de dire qu'il y a, pour ainsi dire, deux règnes dans la nature corporelle même qui se pénètrent sans se confondre et sans s'empêcher : le règne de la puissance, selon lequel tout se peut expliquer par les causes efficientes, lorsque nous en pénétrons assez l'intérieur ; et aussi le règne de la sagesse, suivant lequel tout se peut expliquer architectoniquement, pour ainsi dire par les causes finales, lorsque nous en connaissons assez les usages. »

Ces principes architectoniques ne s'opposent pas mais complètent ou se superposent à la rigueur des lois mécaniques. Ils résolvent les difficultés auxquelles se heurte le strict mécanisme, sans abandonner les règles de l'enquête rationnelle.

### «La Dynamique»
Forgé sur le mot grec δύναμισ, dunamis, désignant la possibilité d’agir par soi-même, le mot « Dynamique » est un néologisme de Leibniz 
pour désigner la science des forces vives et mortes, ou science de la puissance et de l'Action (la puissance étant la force, l'Action étant l'exercice de la force, incluant une durée). L'objet en est ce « quelque chose d’autre que la matière » ou masse qui, à son avis, doit se trouver dans les corps, et qui ne saurait consister en rien d’autre que « dans un principe immanent de changement et de persévérance ».
Leibniz introduit l'expression « Dynamique » en 1690 dans son volumineux manuscrit de la Dynamica de potentia, puis en français dans une lettre à Pellisson de juin 1691.
Il en donne ensuite divers aperçus, notamment dans ses deux Essay de Dynamique et le Specimen dynamicum (1695) où il précise la relation entre forces mortes et force vive. Cependant, en dépit des efforts de Pellisson, l'Académie de Paris reste réticente.
Les textes de Leibniz sur la Dynamique n'ont été pour la plupart imprimés qu'à partir de la seconde moitié du XIXe siècle, et lui-même déclare s'être abstenu d'en donner le complément concernant l'Action : « Je voulais traiter de ces choses entre autres dans la seconde partie de ma Dynamique, que j’ai supprimée, le mauvais accueil, que le préjugé a fait à la première, m’ayant dégoûté ». Cette seconde partie devait traiter de l'Action qui « devient ordinairement un Maximum ou un Minimum », et de quelques-unes des « propositions de grande conséquence » qu'on en peut tirer. À défaut il laissa des ébauches, dont l'une est le remarquable Essai anagogique dans la recherche des causes, quelques articles publiés à la fin des années 1690 dans des journaux savants, et d'abondantes correspondances avec Jean Bernoulli, Denis Papin, de Volder (en) et Christian Wolff.
La transmission de cet enseignement sera assurée par ses interprétations philosophiques de ses concepts dynamiques, puis par Jean et Daniel Bernoulli qui depuis la Suisse tenteront sans beaucoup de succès de convaincre l'Académie de Paris, enfin par Christian Wolff qui influencera durablement l'Allemagne. Le résultat est qu'encore en 1771 le Dictionnaire de Trévoux cite Leibniz en définissant le mot Dynamique comme la « Science des forces ou puissances », 
et que l'objet de cette science, loin de disparaître, réapparaîtra sous d'autres formes au fur et à mesure que l'évidence de la force intérieur ou énergie s'imposera, particulièrement avec le développement des machines à vapeur.

#### Deux dynamiques?
Aujourd'hui la dynamique réfère, non à celle de Leibniz, mais à une subdivision de la mécanique classique basée sur la seconde loi du mouvement de Newton (lequel ne parle ni de dynamique, ni de la grandeur m·v2, ni de sa conservation). Le dynamisme leibnizien est causé par des forces internes capables d'actions, de ressort, et même de choix architectoniques dans le sens de la plus grande simplicité ou en cas d'impossibilité. La dynamique issue de Newton est une mécanique relationnelle de corps inertiels et de forces extérieures en réactions réciproques ; la quantité de mouvement y est impulsion. Elle renonce à toute explication causale. Elle ne considère que les effets d'impulsions externes. Les forces deviennent des vecteurs géométriques au sein d'un Espace et d'un Temps postulés existant, indépendamment de la matière qui s'y trouve. Ses présupposés renforcent la tendance à la géométrisation.
En Angleterre le mot dynamics, au sens de théorie physique, n'apparaît qu'en 1751-1752 dans la traduction de l'Encyclopédie. Puis en 1763 dans un dictionnaire qui en donne une définition ambiguë et cite d'Alembert ; puis dans un traité de mécanique qui dit le mot « source d'une multitude de théories, trop fastidieuses à énumérer ».
La modification du sens de « La Dynamique » vient principalement de d'Alembert. Son Traité de dynamique de 1743 va jusqu'à récuser la notion même de force interne, jugée trop spécieuse, et sa dynamique devient une science du mouvement des corps qui subissent des impulsions externes : il définit la Dynamique comme « la Science du Mouvement des Corps, qui agissent les uns sur les autres d’une manière quelconque ». C'était la conception newtonienne, et elle a prédominé.
Cependant d'Alembert valide le « principe de la conservation des forces vives », adopte une attitude de conciliation, cherche une voie moyenne. Il refuse de traiter de l’essence des choses et de développer une physique causale (voir ci-dessous), est newtonien même dans sa conception du temps, mais emploie les forces vives. Même approche en Allemagne, plus leibnizienne encore à cause de la grande influence de Wolff.
En dépit de l'opposition apparente entre ces deux dynamiques, une articulation des deux pensées, leibnizienne et newtonienne, se construit au XVIIIe siècle, une sorte de leibnizo-newtonianisme au sein de la dynamique. L'emploi du concept de force vive par des physiciens plutôt newtoniens en est un signe. La Théorie de la philosophie naturelle de Roger Boscovich en est un exemple. Les physiciens y sont conduits par l'importance du concept d'action au centre du principe de moindre Action, et l'importance de la grandeur m·v2 rendue de plus en plus manifeste par les machines à vapeur.
Quoique la science newtonienne soit réputée plus expérimentale, et celle de Leibniz plus spéculative, ce furent essentiellement des praticiens comme ingénieurs, chimistes ou médecins qui objectèrent que la seule conservation de la quantité de mouvement ne menait pas aux résultats attendus, et qui firent usage du principe formulé par Leibniz. Tant en France (Montgolfier, L. Carnot, Seguin, Hirn) qu'en Angleterre (Smeaton, Rumford, Ewart, Wollaston). Les ingénieurs qui introduiront la notion et l'unité de travail mécanique, le feront comme Huygens et Leibniz faisaient : ils identifient le travail à la force élevant un poids sur une certaine hauteur ; d'où l'unité kilogrammètre, très courante en France jusqu'à l'adoption en 1961 du Système international d'unités.

### Énergétique, énergétisme
À la suite des travaux de Mayer et Joule, le concept d’énergie est défini dans toute sa généralité en 1847 par Helmholtz, lequel introduisait l’idée que les transformations de la matière traduisent des changements de nature de l’énergie. Dès lors une physique du continu triomphe avec la thermodynamique, l’électromagnétisme, l’optique et la dynamique des fluides. Cette conception s'opposait à l'atomisme. Elle niait le vide et envisageait la matière comme divisible à l'infini. C'était la position de Leibniz, une sorte d'apothéose de sa théorie de la force interne aux corps, et c'était aussi la conception d'un très grand nombre de savants, d'une majorité même encore dans les premières années du XXe siècle aux dires de Boltzmann. Ce courant de pensée affirmait que l’énergie est la notion fondamentale de toute investigation scientifique.
Ceci donna lieu à la fin du XIXe siècle au projet d'une science basée sur l'énergie qui détruirait les conceptions mécanistes. Parti du fait que « l'énergie est le “réel” [au sens idéaliste]... qu'elle est ce qui agit... le contenu de tout événement... un pôle immobile dans la mobilité des phénomènes et en même temps la force d'impulsion qui fait tourner le monde », cette  « nouvelle énergétique », comme disait Max Planck, distincte de celle que Rankine avait proposée dès 1853, a été qualifiée d'énergétisme. C'était une « énergétique moniste » prétendant dépasser le dualisme esprit-matière, que l'on a pu dire « teinté de mysticisme », ou être une sorte de scientisme proposant une religion séculière remplaçant le christianisme. Wilhelm Ostwald, qui en fut le leader, était aussi un vrai scientifique, qui finalement reconnut la réalité des atomes, lorsqu'après l'explication du mouvement brownien par Einstein (1905), Jean Perrin trouva le nombre d'Avogadro qui prouvait que la matière est effectivement constituée de grains ou “atomes” insécables.
Cependant de cet énergétisme reste sa tendance à privilégier les théories physiques abstraites, qui se bornent à des relations mathématiques unissant les phénomènes sans faire appel à aucune représentation concrète, et qui n'aurait « au fond qu’une signification purement formelle » – par opposition aux “intuitifs” qui étayent leurs représentations mathématiques sur des « images mentales » tirées de la vie courante. Opposition à laquelle correspond les deux premiers articles de Leibniz, qui avaient préludé en 1671 à l'émergence de la théorie de la force interne : sa Theoria motus abstracti (théorie abstraite du mouvement) et sa Theoria motus concreti (théorie du mouvement concret).

### Querelle des Forces vives
La « querelle des forces vives », 

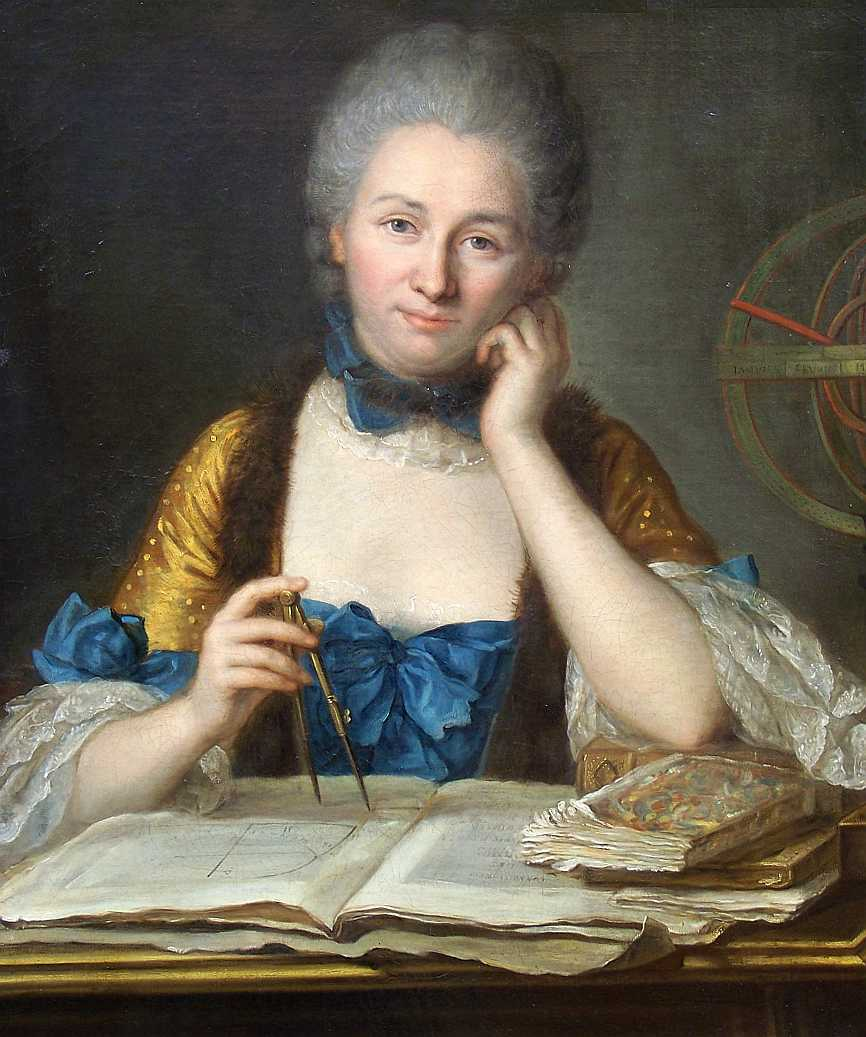
La marquise du Châtelet, partisanne des forces vives
(peinture de Quentin de La Tour)

ou controverse sur la mesure de la force des corps en mouvement, est l'une des plus célèbres et durables querelles scientifiques. Commencée en 1686 après la publication de la Démonstration courte, 
elle se poursuit jusque vers 1750, quand les vues conciliatrices de d'Alembert parviennent à l'apaiser.
La critique et la correction de la formule m·v de Descartes par Huygens, Wrenn et Wallis n'avaient pas fait débat. Mais l'interprétation de leur formule m·v2 par Leibniz déclencha de vives réactions. Ses arguments et sa démonstration reprenaient ceux de Huygens, mais la vivacité de sa critique de Descartes provoqua l'opposition de savants qui, encore sous son influence, étaient peu disposés à accueillir des idées divergentes.
Leibniz récusait le principe central de réduction des corps à l'étendue.
C'était toucher à l'apport majeur de Descartes, vraiment révolutionnaire selon Alexandre Koyré, qui remplaçait le cosmos par l'espace mathématique infini, et les corps matériels par des points géométriques.
À l'étendue de Descartes, Leibniz substituait une force interne aux corps.
Outre cette remise en question fondamentale,
Leibniz proposait une force dont on ne savait rien, et qu'il introduisait par des considérations spéculatives dites « métaphysiques ». Pour les cartésiens, cette force réintroduisait de ces « idées obscures et confuses, qui font naître le doute », comme Descartes les désignait. Une partie de l'Église, qui plaçait les causes en Dieu selon l'influente doctrine de  l'occasionnalisme soutenue par Malebranche, générait aussi du scepticisme quant à la possibilité de développer une mécanique autrement que comme une science des effets. D'Alembert dira nettement l'opinion de ceux qui concevaient « plutôt la Mécanique comme la Science des effets, que comme celle des causes », tant dans son traité de dynamique que dans l'Encyclopédie.
À cela s'ajoutait ce problème technique, que la quantité de mouvement m·v se conserve effectivement dans certains cas, notamment à l'équilibre (voir ci-dessus). Mais ce problème fut aussi le moyen que trouva d'Alembert pour apaiser la Querelle, devenue vive et publique avec la célèbre passe d'armes entre de Mairan, secrétaire perpétuel de l'Académie des sciences, et une dame, la marquise du Chatelet,. Habillement, il introduisit son « principe des vitesses virtuelles » ou instantanées qui permet de décomposer le mouvement en éléments différentiels qui, eux, relèvent de la Statique, où m·v seul est considéré et où les questions de fond chères à Leibniz n'ont pas à être posées,. Et pour encore apaiser, d'Alembert proposait d'utiliser l'un ou l'autre mode de calcul, la quantité de mouvement pour les cas d'équilibre, les forces vives pour « le Mouvement retardé » etc.

## Importance des forces vives

### En physique
Le concept des forces vives a profondément et durablement bouleversé les « lois du mouvement », base de toute la mécanique, au centre des recherches de Copernic (1530), Galilée (1604), Kepler (1609), Descartes (1644).
Il est à l'origine du concept d'énergie, et « la loi de conservation de l'énergie domine la physique » ; significativement Montgolfïer et Marc Seguin, les pionniers de la thermodynamique, militeront pour la dynamique leibnizienne au début du XIXe siècle.
L'Action est rapidement devenue une grandeur essentielle en physique, avec le principe de moindre Action (1744).
Cette théorie a mis en évidence la différence entre les points de vue statique et dynamique, le second lié à un intérêt pour des questions fondamentales, le premier plus limité ; ainsi dans l'étude du mouvement des roues hydrauliques, les célèbres approches opposées de Smeaton et du Franklin Institute.
Son importance se mesure à la fréquence de l'emploi de l'expression “force vive” par les physiciens au XIXe siècle : de Lazare Carnot en 1803 et Sadi Carnot en 1824 à Helmholtz et Poincaré en 1903 ; de Mayer et Joule à Bolztmann et même Max Planck, en passant par Clausius et Maxwell, tous utilisent la notion de force vive.
Jules Gavarret résume ainsi en 1876 l'importance de ces apports :

« Mais l'indestructibilité de la force vive est le principe le mieux établi, le mieux démontré, le plus universellement reconnu de la mécanique rationelle. — De ce principe découle cette seconde grande conquête de la physique moderne : les agents, les forces se transforment les unes en les autres par voie d'équivalence, sans jamais rien perdre de leur énergie primitive. »

Et Richard T. W. Arthur, en 2014 :

« Le succès de Leibniz peut se mesurer au fait qu'il a défini deux concepts fondamentaux de la physique classique, qui n'apparaissaient pas chez Newton : d'une part l'énergie (ses dimensions correctes, son équivalence au travail effectué, le principe de conservation de l’énergie, la distinction entre énergie potentielle et énergie cinétique), et d'autre part l'action (sa dimension correcte comme énergie multipliée par le temps, et la première articulation du principe de moindre action). – L’approche leibnizienne de la physique basée sur les principes de symétrie et de conservation, et un principe de moindre action, s’est avérée au moins aussi féconde [que la mécanique classique toujours identifiée à celle de Newton], avec une suite de développements traçable de Maupertuis, Hamilton et Schrödinger, jusqu'à Schwinger et Feynman. L'approche relative de Leibniz pour l'espace, le temps et le mouvement, qui avait déjà influencé Ernst Mach et certains des meilleurs travaux des positivistes, continue d'inspirer les approches de la gravité quantique de physiciens tels que Julian Barbour, Lee Smolin et Carlo Rovelli. »

### En biologie: «machines de la nature»
La théorie des forces internes a rapidement trouvé une application dans l'étude des corps vivants. Leibniz les appelait des « machines de la nature ». Il les décrit comme constituées de machines vivantes, elles-mêmes constituées de machines vivantes plus petites, elles-mêmes faites de machines vivantes, etc., conformément à sa conception de la matière.
Cette représentation présente ces avantages :
- Elle correspondait aux observations effectuées grâce à l'invention du microscope par les médecins de son époque (Swammerdam, Malpighi, Leeuwenhoek...), et elle a été remarquablement validée dans la seconde moitié du XXe siècle[76].
- Le nécessaire dépassement en biologie du strict mécanisme, et l'introduction de traits finalistes[213], sont obtenus simplement par les propriétés dynamiques[214] et capacités architectoniques de la Force, qui est active en chaque organe ou molécules[215].
- Cette approche se contente de limiter les prétentions du mécanisme intégral, elle n'a pas recours à un principe vital immatériel exogène, autonome, intervenant dans le cours des processus corporels pour produire des effets irréductibles au mécanisme, comme les principes “plastiques” de Cudworth[216],[217], l'animisme de Stahl[218], ou plus tard le vitalisme.
- L'unité de l'organisme n'est pas déterminée par une seule fonction, mais par la multitude infinie[219] des interactions, sans cesse rééquilibrées, des forces internes de chaque machine vivante constituant l'organisme[220].

Ainsi les « machines de la nature » ne sont que des mécaniques comprenant des caractères dynamiques. Les traits architectoniques ou finalistes n'empêchent nullement une description mécaniste.
On remarque que le XXIe siècle connaît un renouveau d'intérêt pour cette conception leibnizienne,. Ce courant se démarque de la recherche d'un principe central d'unité, d'une seule fonction assurant l'unité, et revient à la théorie des individus emboîtés dont les forces internes concourent à l'unité de l'ensemble,. Les “principes d'action” y sont appelés “activités”, et leurs interactions au sein de la structure emboîtée, hiérarchisée du plus simple au plus complexe, maintiennent l'individualité de l'organisme,.

### Dans la culture
L'expression forces vives est devenue courante. On en trouve les applications les plus diverses, y compris dans la présente encyclopédie .
Les dictionnaires français indiquent que le mot “force” a nettement davantage d'emplois qui connotent une énergie interne (sens de Leibniz), que d'emplois au sens newtonien d'impulsion externe.
En littérature, l'expression force vive est employée pour évoquer la force créatrice de la matière, conçue comme animée d'un principe actif inné voire vitaliste – par opposition aux représentations strictement mécanistes.
On en trouve beaucoup d'exemples, notamment chez Diderot, Balzac, Michelet :

« Qu'est-ce qu'un animal, une plante ? Une coordination de molécules infiniment actives, un enchaînement de petites forces vives que tout concourt à séparer. »

— Diderot, Éléments de physiologie.

« On en viendra quelque jour à démontrer que la sensibilité ou le toucher est un sens commun à tous les êtres. Il y a déjà des phénomènes qui y conduisent. Alors la matière en général aura cinq ou six propriétés essentielles, la force morte ou vive, la longueur, la largeur, la profondeur, l'impénétrabilité et la sensibilité. »

— Diderot, Éléments de physiologie.

« Ce midi de la vie, où les forces vives s’équilibrent et se produisent dans tout leur éclat, est non-seulement commun aux êtres organisés, mais encore aux cités, aux nations, aux idées, aux institutions, aux commerces, aux entreprises qui, semblables aux races nobles et aux dynasties, naissent, s’élèvent et tombent. »

— Balzac, Scènes de la vie parisienne - César Birotteau.

« Pour lui (Louis Lambert) la Volonté, la Pensée étaient des forces vives ; aussi en parlait-il de manière à vous faire partager ses croyances. »

— Balzac, Louis Lambert.

« Je n’eus de maître que Vico. Son principe de la force vive, de l’humanité qui se crée, fit et mon livre et mon enseignement. »

— Michelet, Histoire de France.

« La France a fait la France, et l’élément fatal de race m’y semble secondaire. Elle est fille de sa liberté. Dans le progrès humain, la part essentielle est à la force vive, qu’on appelle homme. L’homme est son propre Prométhée. »

— Michelet, Histoire de France.

## Développements modernes

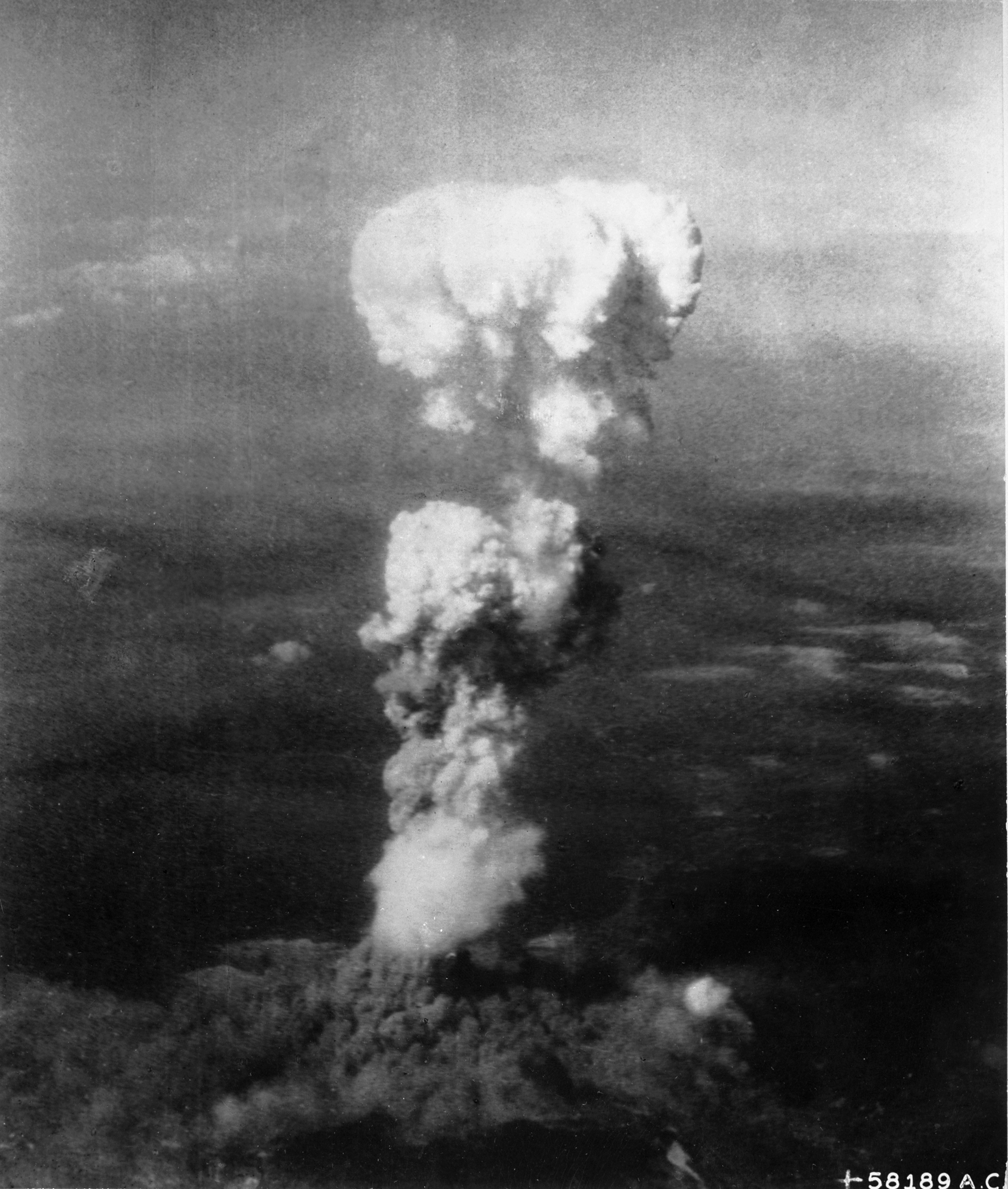
Énergie contenue dans 700 g d'uranium (Hiroshima, 1945).

La théorie de la force inhérente à la matière conçue au XVIIe siècle a connu beaucoup d'importants développements au XXe siècle, dont on peut lister plusieurs, quoiqu'il faille interpréter avec prudence les notions anciennes avec des terminologies modernes.
- Définition de l'énergie. Elle est, dit-on aujourd'hui, ce que possède un système s'il est capable de produire du travail. Leibniz ne disait guère autre chose dans son jargon “métaphysique” de l'égalité de « la cause pleine et de l'effet entier » : la force que possède le pendule est capable de cet effet, la remontée à la hauteur d'où il est descendu. Quant aux différences entre quantité d'énergie mise en œuvre et travail mécanique effectif, sa théorie de la dissipation de la force en a implicitement le concept[24].

- Radioactivité. Cette découverte de Becquerel en 1896 est la plus spectaculaire mise en évidence de l'activité interne de la matière. Elle prouvait que des atomes très lourds émettent une sorte de lumière, une force capable d'insoler du papier photographique. Cinquante-cinq ans plus tard, les premières centrales nucléaires exploitaient cette force interne par la fission de noyaux lourds (1951).

- Discontinuité fondamentale de la matière. L'importance de la quantité d'Action est confirmée par cette découverte (Plank, 1900) qui devait « bouleverser les bases mêmes de la pensée physique[237] », particulièrement en ce qu'elle aboutit à identifier les corpuscules à des multiples entiers d'une quantité minimale d'Action. Dans ce quantum élémentaire d'Action, on peut voir l'ultime « petite différence finie » de ce que Leibniz appelait l'action motrice[238]. De plus, ce quantum est une unité universelle et non relative, un invariant relativiste, paraît une remarquable confirmation de sa certitude qu'on ne pourrait guère « trouver quelque chose de plus primitif[239] ».

- Espace-temps. Ce  référentiel purement mathématique dû à Einstein (1905) abolit l'espace dit absolu, affirmé existant, de Newton : comme tel il valide le net rejet par Leibniz de l'objectivité de l'espace[240] qui, sous la forme que lui donnait Descartes, avait été à l'origine de sa théorie de la force interne à la matière. – Hans Reichenbach va jusqu'à faire de Leibniz un précurseur de la théorie de la relativité parce qu'il a élaboré une conception relativiste de l'espace et du temps[241], mais ce jugement est exagéré[242] puisque la théorie d'Einstein abolie plutôt la relativité introduite par le système héliocentrique de Copernic, en redonnant aux lois de la nature une forme invariante quels que soient les systèmes de référence[243] grâce aux transformations de Lorentz.

- Équivalence masse-énergie. La démonstration de l'équivalence de la masse inerte et de l'énergie (Einstein, 1905) confirme de deux façons la conception leibnizienne de la matière. D'une part m·c2 a même dimension que la force vive (masse x vitesse au carré). D'autre part la célèbre équation d'Einstein e = m·c2 établit une identité entre énergie et masse (ainsi une augmentation ou diminution de chaleur, c'est-à-dire d'énergie, s'accompagne d'une augmentation ou diminution de masse) qui confirme l'affirmation de Leibniz, que la masse avec son inertie et sa résistance résulte de la force interne, qu'on appelle aujourd'hui l'énergie.

- Dualité onde-corpuscule. La démonstration par Louis de Broglie en 1924 que tous les corpuscules ont un comportement ondulatoire (généralisation de ce qu'Einstein avait établi pour les quanta de lumière) confirme encore que la matière a finalement un contenu énergétique. Accessoirement, au plan épistémologique, l'exigence par de Broglie d'une description causale des phénomènes[244] le rapproche de la démarche leibnizienne, contre le parti qui, de d'Alembert à Heisenberg, l'estime non nécessaire[245].

- Principe de complémentarité. Ce principe, appliqué à la dualité onde-particule[246],[247], est une forme moderne, épistémologique, du postulat leibnizien d'harmonie entre les lois de la Force et celles de la matière corporelle[248], les premières dynamiques et architectoniques, les secondes purement mécaniques[n],[249].

## Savants ayant publié sur la force vive
Aperçu chronologique :
- Descartes (1644). Introduit une loi de conservation du mouvement[1].

- Leibniz (1686-1716). Définit les forces vives et mortes, et l'action (voir ci-dessus § Histoire et ci-dessous § Bibliographie).

- Malebranche (1686-87, 1698). D'abord cartésien, Malebranche finit par reconnaître que la règle de Descartes est fautive[250],[43].

- Paul Pellisson (1691). Relais à l'Académie de Paris et au Journal des savants les thèses de Leibniz sur la dynamique de la matière[251].

- Denis Papin (1691-1696). Ingénieur que Leibniz ne parvient pas à convaincre[252].

- Jean Bernoulli (1695-1724). Continuateur et promoteur de la dynamique leibnizienne[253].

- Varignon (1698, 1700). Promeut à l'Académie de Paris les thèses de Leibniz et Jean Bernoulli sur la dynamique. Applique leur calcul différentiel pour définir les vitesse et accélération en chaque instant, lesquelles permettent de généraliser les propositions de Newton et préfigurent le théorème de D'Alembert[254].

- de Mairan (1719-1723, 1728, 1741). Adversaire des forces vives ; relance la Querelle[255].

- de Louville (1721-1728). Adversaire des forces vives[256],[257].

- Christian Wolff (1728, 1731). Disciple de Leibniz[258].,[259]

- Gabriel Cramer (1729). Mathématicien genevois partisan des forces vives[260],[261].

- Gravesande (1729). Vérifie expérimentalement que l'empreinte de billes de cuivre tombées dans de l'argile est proportionnelle à la force vive et non à la quantité de mouvement[262].

- Daniel Bernoulli (1738). Avec le concept de fatigue, introduit le passage des notions de force vive à celle de travail mécanique[263].

- Marquise du Châtelet (1740-1741). Partisane des forces vives, également newtonienne[264].

- d'Alembert (1743). Prétend la question des forces vives être une querelle de mots, réduit les forces vives aux quantités de mouvement statiques en différenciant, promeut une Dynamique qui évacue les notions de cause et même de force[265],[266].

- James Jurin (1740, 1744). Ardent newtonien[267].

- Desaguliers (1744). Adversaire des forces vives[268].

- Maupertuis (1744, 1750). Auteur ambigu, mais qui impose le concept d'action[269],[270].

- Leonhard Euler (1745). Ambigu. Refuse d'attribuer aucune force au Corps considéré en soi sinon l'inertie ! Suit d'Alembert mais accepte la notion de cause qu'il identifie à force[271].

- Boscovich (1747). À mi-chemin entre Leibniz et Newton ; distingue intégration par la distance (force vive) ou par la durée (quantité de mouvement)[272],[266].

- Kant (1747). Leibnizien mais tente aussi de justifier l'approche cartésienne[273].

- Daniel Bernoulli (1748). Continuateur et promoteur de la dynamique leibnizienne[274].

- Colin Maclaurin (1748). Newtonien. Croit en « la nature passive de la matière »[275].

- George Atwood (1784). Newtonien acceptant la mesure de la force par mv² dans certains cas[276].

- John Smeaton (1786). Ingénieur anglais partisan des forces vives[277],[203].

- Lazare Carnot (1783, 1803). Considère fondamentale l'explication par les forces vives, mais préfère l'approche expérimentale et l'analyse par série d'impulsions différentielles ; critique les notions de force et de cause[278].

- Wollaston (1805). Défenseur du concept de force vive, président puis vice-président de l'Académie anglaise de 1720 à 1728[279].

- Peter Ewart (1813). Promoteur de la force vive en Angleterre entre Smeaton et Joule[280].

- Sadi Carnot (1824). Pionnier de l'identification de la chaleur avec la force vive[204].

- Coriolis (1826, 1829). Réduit la force vive à l'énergie cinétique en divisant par deux (plus commode dans les calculs), et définit le travail mécanique {\displaystyle \textstyle \int {\vec {f}}\ {\vec {dl}}}, qui a même dimension que mv² et en est une expression pour les ingénieurs[281],[62].

- Mayer (1842). Établit la relation entre chaleur et travail mécanique confirmant la loi de la conservation[282].

- Joule (1847). Établit la relation entre chaleur et travail mécanique confirmant la loi de la conservation[283].

- Helmholtz (1847). Formule le principe de « conservation de la force » (appelé aujourd'hui “de l'énergie”)[284].

- Clausius (1850, 1859). La chaleur est une mesure de la force vive et la perte de force vive est proportionnelle au travail effectué[285].

### Leibniz
- Disputation métaphysique sur le principe d'individuation, sa thèse universitaire (Disputatio metaphysica de principio individui, 1663) ; traduction du latin en français par Jeannine Quillet, Philosophie anglo-saxonne, janvier-mars 1979, pp. 79-105.

- Hypothesis physica nova - Theoria motus abstracti (Théorie abstraite du mouvement), 1671, dédié à l'Académie de Paris (lire en ligne).

- Hypothesis physica nova - Theoria motus concreti (Hypothèse physique nouvelle - Théorie du mouvement concret), 1671, dédié à l'Académie de Londres — Traduction du latin en allemand : Theorie der konkreten Bewegung, Königshausen & Neumann, Würzburg, 2017.

- Placidus Philalethi, 1676 (manuscrit). — Traduit du latin en anglais puis en français par Pierre Bonnefoy (lire en ligne).

- De corporum concursu, 1678 (manuscrit). — Traduit du latin en français et commenté par Michel Fichant dans La réforme de la dynamique, De corporum concursu (1678) et autres textes inédits, Paris, Vrin, 1994.

- Démonstration courte d'une erreur considérable de M. Descartes et de quelques autres touchant une loi de la nature, Paris, Nouvelles de la république des lettres, septembre 1686 (lire en ligne) ; traduit de l'original latin publié dans les Acta Eruditorum de mars 1686 (lire en ligne)[286].

- Discours de métaphysique, 1686 (manuscrit), § 12 et 17 surtout. – Publication par Grotefend (1846), Foucher de Careil (1857) et Henri Lestienne (1907, lire en ligne sur Wikisource, sur Gallica).

- Dynamica de Potentia et legibus naturae corporeae (Dynamique de la Puissance et lois naturelles des corps), 1689-1890[287]. — Édition critique établie, présentée et annotée par Andrea Costa, Michel Fichant et Enrico Pasini (à paraître).

- Premier Essay de Dynamique, 1692[288], communiqué à l'Académie de Paris mais publié en 1859 seulement (en ligne : édition de Foucher Careil – édition de Costabel).

- Specimen dynamicum : Pro Admirandis Natura legibus circa Corporum vires... (Échantillon de Dynamique : Pour admirer les lois de la nature et la puissance des corps), Acta Eruditorum, avril 1695 (lire en ligne). — Seconde partie posthume éditée par Gerhardt, Math 6, p. 246 (traduction anglaise en ligne).

- Deuxième Essay de Dynamique, 1698 ou 1699, publié en 1860 par Gerhardt, Math 6, p. 215 (lire en sur Wikisource ou sur Archive.org).

- Système nouveau de la nature et de la communication des substances, aussi bien que de l’union qu’il y a entre l’âme et le corps, Paris, Journal des Savants, juin 1695 (lire sur Wikisource).

- Essai anagogique dans la recherche des causes, 1697[289] (manuscrit) (sur Wikisource).

- Examen de la philosophie de Descartes[290], 1702 (manuscrit). — Traduit du latin par Joseph Moreau, in Les Études philosophiques, PUF, 1971-1, pp. 57-66 (lire en ligne).

- Lettre sur la Continuité et la Dynamique, 16 octobre 1707 (lire sur Wikisource).

#### Compilations
- Œuvres de Leibniz : publiées par C.I Gerhardt, 1850-1890. Mathematische et Philosophische Schriften sur Archive : 
Math 1, Math 2, Math 3, Math 4, Math 5, Math 6, Math 7,
Phi 1, Phi 2, Phi 3, Phi 4, Phi 5, Phi 6, Phi 7.

- Correspondance de Leibniz avec Sophie de Hanovre (all. Correspondenz von Leibniz mit der Kurfüstin Sophie, etc.) : publiée par Onno Klopp, vol. 3, Hanovre, 1878 (lire en ligne).

- Leibniz Edition - Akademie-Ausgabe : Sämtliche Schriften und Briefe (Intégrale des écrits et lettres), De Gruyter, 1923-.. (présentation en ligne). 
- Concordance avec les publications de : Gerhardt Phi, Gerhardt Math, Foucher de Careil, Couturat, Opuscules et inédits.

- La naissance du calcul différentiel : 26 articles des "Acta Eruditorum", Paris, Vrin, 1995 (présentation en ligne). 
Présentation et traduction du latin en français par Marc Parmentier, préface de Michel Serres.

- Opuscules philosophiques choisis (traduits du latin par Paul Schrecker), dont : De la Nature en elle-même ou de la force inhérente aux choses créées et de leurs actions (De ipsa natura, 1698) – De la réforme de la philosophie première et de la notion de substance (1694), Paris, Vrin, 2001 (présentation en ligne)

- (en) Philosophical Papers and Letters traduits par Leroy Loemker, vol. 2, Dordrecht, Springer, 1989 (présentation en ligne).

- (en) Philosophical Essays traduits par Roger Ariew & Daniel Garber, Indianapolis, Hackett, 1989 (présentation en ligne).É

### Autres
Par ordre chronologique :
- René Descartes, Les principes de la philosophie : Traduits du latin en français par l'un de ses amis, Paris, Le Gras, 1647 (lire en ligne)
- Christian Wolff, « La vie de monsieur Gottfried Wilhelm von Leibniz », Philosophique,‎ 2002-5 (original en allemand : 1717) (lire en ligne, consulté le 2 mai 2021), traduit de l'allemand par Jean-Marc Rohrbasser.
- Jean Bernoulli, Discours sur les lois de la communication du mouvement, vol. 3, Lausanne, Opera Omnia, 1742 (1724) (lire en ligne).
- D'Alembert, Traité de dynamique dans lequel les lois de l'équilibre et du Mouvement des Corps sont réduites au plus petit nombre possible, etc., 1743 (lire en ligne).
- D'Alembert, Encyclopédie ou Dictionnaire raisonné des sciences, des arts et des métiers, Paris (sur Wikisource : art. Dynamique, 1751, art. Force, 1757).
- Joseph-Louis Lagrange, Mécanique analytique, Paris, 1788 (lire en ligne).
- Lazare Carnot, Rapport sur le Traité des machines : Avant-propos au Traité de Jean Nicolas Pierre Hachette, Paris, 1811 (lire en ligne).
- (en) Joule, On Matter, Living Force and Heat, Manchester, 1847 (lire en ligne)
- (de) Hermann von Helmholtz, Über die Erhaltung der Kraft (Sur la conservation de la Force), Berlin, Reimer, 1847 (Lire en ligne - Traduction française).
- (en) William Rankine, Manual of the Steam Engine and Other Prime Movers, Lonfres et Glasgow, Griffin, 1859 (Lire en ligne - Traduction française).
- (en) William Thomson (Lord Kelvin), Treatise on Natural Philosophy, 1867 (Lire en ligne : Part I, Part II — Textes en français en ligne).
- Émile Boutroux, « Vie de Leibniz », Introduction à la Monadologie,‎ 1892 (lire en ligne).
- Louis Couturat, La logique de Leibniz d'après des documents inédits, Paris, Alcan, 1901 (lire en ligne).
- Henri Poincaré, La Science et l'Hypothèse, Paris, Flammarion, 1902 (lire en ligne).
- Henri Poincaré, Thermodynamique : Henri Poincaré, Paris, Gauthier-Villars, 1908 (lire en ligne).
- Wilhelm Ostwald, L'Énergie, Paris, Alcan, 1910 (original allemand : leipzig, 1908) (lire en ligne)
- Pierre Brunet, Étude historique sur le principe de la moindre action, Paris, Hermann, 1938 (présentation en ligne).
- René Dugas, Histoire de la mécanique, Paris, Dunod, 1950 (présentation en ligne). Préface de Louis de Broglie.
- René Dugas, La Mécanique au XVIIe siècle : Des antécédents scolastiques à la pensée classique, Neuchatel, Editions du Griffon, 1954. Préface de Louis de Broglie. 
Voir surtout le ch. 14 : La pensée mécanique de Leibniz.
- Pierre Costabel, Leibniz et la dynamique - les textes de 1692, Paris, Hermann, 1960 (lire en ligne) ; contient le texte du premier Essay de Dynamique.
- (en) Max Jammer, Concepts of Force : A Study in the Foundations of Dynamics, Harper Torchbook, 1962 (présentation en ligne)
- Martial Gueroult, Leibniz - Dynamique et métaphysique, suivi d'une Note sur le principe de la moindre Action chez Maupertuis, Paris, Aubier-Montaigne, 1967 (réédition de Dynamique et métaphysique leibniziennes, Bulletin de la Faculté des Lettres de Strasbourg, 1935).
- Louis de Broglie, Recherches d'un demi-siècle, Paris, Albin Michel, 1976 (présentation en ligne).
- Pierre Costabel, La signification d'un débat sur trente ans (1728-1758) : la question des forces vives, Cahiers d'Histoire et de Philosophie des Sciences, 1984 (présentation en ligne).
- André Robinet, « Les surprises du Phoranomus, l'art d'inventer, le principe d'action, et la dynamique », Les Études philosophiques,‎ avril-juin 1989
- Michel Fichant, La réforme de la dynamique : De corporum concursu (1678) et autres textes inédits, Paris, Vrin, 1994 (présentation en ligne)
- Michel Fichant, « De la puissance à l'action : la singularité stylistique de la Dynamique », Revue de métaphysique et de morale,‎ janvier-mars 1995, pp. 49-81 (lire en ligne)
- François Duchesneau, « La dynamique de Leibniz entre mathématiques et métaphysique : Réplique à Yves Gingras et à Luciano Boi », Philosophiques,‎ automne 1995 (lire en ligne)
- (en) Olivier Darrigol, « God, waterwheels, and molecules: Saint-Venant's anticipation of energy conservation », Historical Studies in the Physical and Biological Sciences, vol. 31, no 2,‎ 2001 (lire en ligne).
- Roger Balian, La longue élaboration du concept d’énergie, Paris, Académie des sciences, 2013 (lire en ligne).
- Jacqueline Lubet, « Le principe de la conservation de la force d'Helmholtz et les avatars de l'équation de la conservation de la force vive », Colloques des IREM,‎ 2004 (présentation en ligne, lire en ligne, consulté le 9 mai 2021).
- Bernard Pourprix et Jacqueline Lubet, L'aube de la physique de l'énergie : Helmholtz, rénovateur de la dynamique, Vuibert, 2004 (présentation en ligne)
- Anne-Lise Rey, « Diffusion et réception de la Dynamique. La Correspondance entre Leibniz et Wolf », Revue de synthèse, vol. 128 (3-4),‎ 2007-09, pp.279-294 (lire en ligne).
- Bernard Pourprix, La fécondité des erreurs : Histoire des idées dynamiques en physique au XIXe siècle, Presses universitaires du Septentrion, 2010 (lire en ligne).
- Andrea Costa, « Matériaux pour une édition critique de la Dynamica de potentia et legibus naturæ corporæ de G. W. Leibniz », École nationale des Chartes,‎ 2011 (présentation en ligne).
- (en) Nachtomy et al., Machine of Nature and Corporeal Substances in Leibniz, Springer, 2011 (présentation en ligne).
- (en) Richard T. W. Arthur, Leibniz, Cambridge, Classic Thinkers, Polity, 2014 (présentation en ligne).
- Claire Schwartz, Leibniz : La raison de l'être (ch. 11, L'invention de la dynamique), Paris, Belin, 2017 (présentation en ligne).
- (en) Richard T. W. Arthur, Monads, Composition and Force, Oxford, Oxford University Press, 2018 (présentation en ligne).
- Daniel Garber, « La dynamique de Leibniz est-elle compatible avec sa monadologie ? », Revue d'histoire des sciences,‎ 2019/1, pp. 11-30 (lire en ligne).